# Donn E. Pohren
Donn E. Pohren (1929 - 5 novembre 2007 à Las Rozas de Madrid) est un guitariste et historien américain.

## Biographie
Originaire de Minneapolis (États-Unis), Donn E. Pohren découvre en 1947 le flamenco, lors d'un spectacle de la compagnie de Carmen Amaya en tournée à Mexico. Il s'embrarque alors pour Séville où il s'installera. Là, il rencontre la danseuse Luisa Maravilla qu'il épouse et avec laquelle il a une fille. Il complète ses diplômes universitaires à Madrid.
Il est le seul non-Espagnol à recevoir le titre de flamencologue de la Cátedra de Flamencología (Chaire de Flamencologie) de Jerez de la Frontera.
Il est connu pour ses trois ouvrages majeurs sur le flamenco : The Art of flamenco (1962), Lives and Legends of Flamenco: a biographical history (1964), et A Way of Life (1980). Un autre de ses livres a rencontré le succès : Paco de Lucía and family, the Master Plan (1992).